# Energía eólica en Turquía
La energía eólica en Turquía se está expandiendo gradualmente en capacidad, principalmente en las regiones del Egeo y Marmara . Se generaron 20 TWh en 2018 que era el 7% de la electricidad de Turquía. A fines de 2018, Turquía tenía aproximadamente 7 GW de capacidad instalada, con un potencial tecnoeconómico estimado de 38 GW en tierra y 10 GW en alta mar. El Ministerio de Energía planea tener otros 10GW instalados en la década de 2020

## Historia

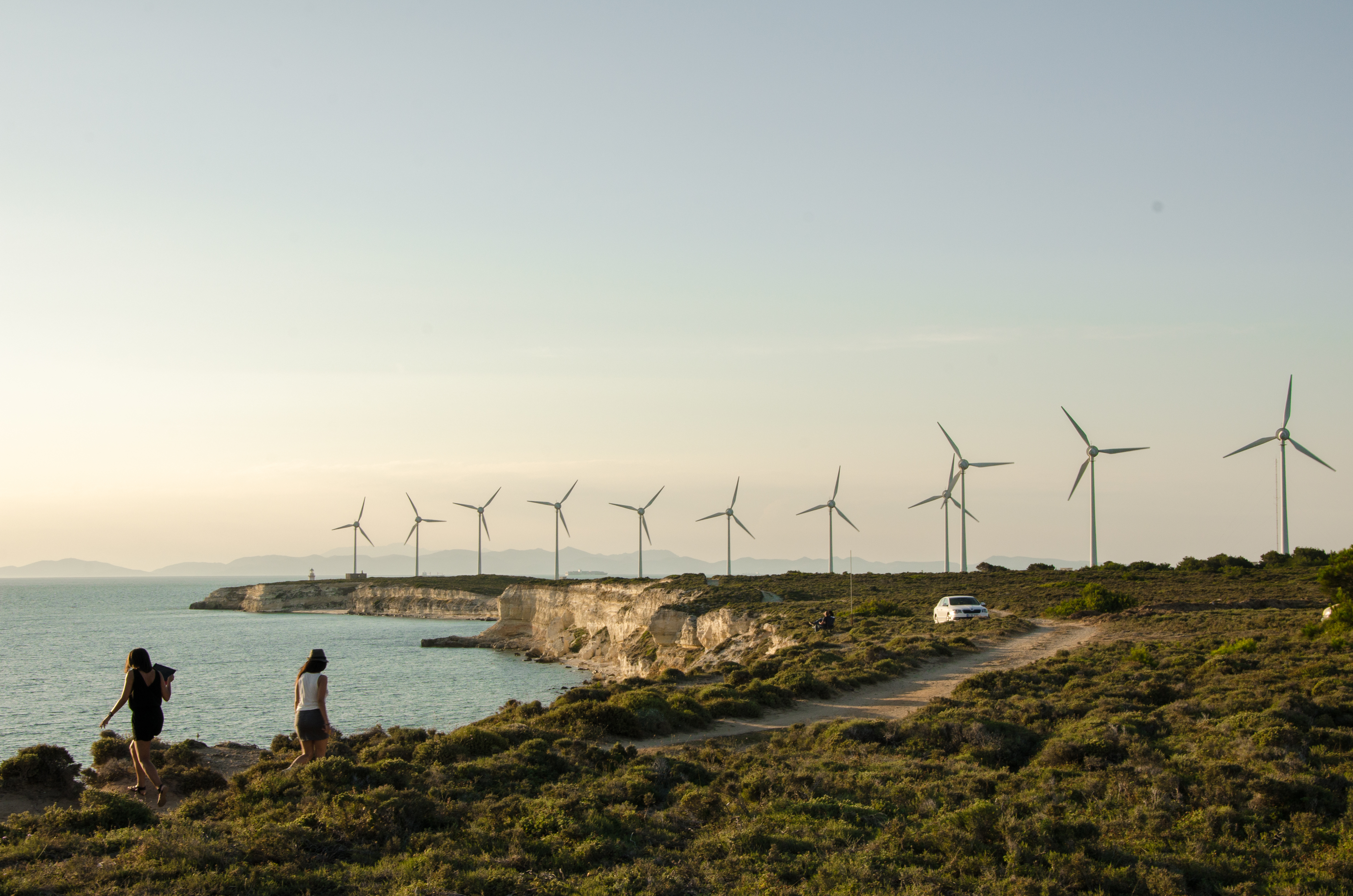
Parque Eólico Gökçeada, provincia de Çanakkale

El primer parque eólico fue construido en Izmir en 1998.
En 2006, se instalaron 19 MW de energía eólica, y en 2007, la capacidad aumentó a casi 140 MW. Según Informes de transmisión, la capacidad aumentó a 1,265 MW a fines de 2010 y 1,645.30 MW para octubre de 2011.

## Capacidad actual y planificada
A partir de 2016, había 172 parques eólicos en Turquía, de los cuales 171 estaban activos en producción. La potencia total instalada fue de 5.789 GW, y los parques eólicos generaron un total de 15.370 TWh de energía eléctrica el mismo año. Tras la finalización de las instalaciones autorizadas, la energía eólica total alcanzará los 6.828 GW. Además, había 74 parques eólicos con licencia con una capacidad de 1.283 GW en la etapa de planificación. La capacidad combinada de las instalaciones terminadas y planificadas alcanzará los 10.851 GW, que cubrirán el 12% de la demanda de consumo de electricidad. La Autoridad Reguladora del Mercado de Energía del gobierno ( en turco: Enerji Piyasası Denetleme Kurulu    , EPDK) ha anunciado que aceptará solicitudes para la construcción de parques eólicos por un total de hasta 3 GW de capacidad de energía instalada, hasta finales de 2018.
Actualmente hay un total de 1,330 aerogeneradores en Turquía, lo que ahorra al país $ 500 millones adicionales en gas natural . Cerca de 10GW ha sido licenciado para ser instalado en total.

## Proyecto YEKA
En 2017, el Ministerio de Energía y Recursos Naturales lanzó un proyecto de inversión en energía eólica por un monto de US $ 1.000 millones y emitió una solicitud de licitación . El proyecto, titulado YEKA ( en turco: Yenilenebilir Enerji Kaynak Alanları    o Áreas de recursos de energía renovable ), comprende la construcción de parques eólicos en cinco regiones diferentes del país con una capacidad de potencia total de 1,000 MW y al menos 3 billones de kWh de energía generada anualmente.
El 3 de agosto de 2017, el consorcio germano-turco de Siemens -Türkerler- Kalyon ofreció la oferta más baja con 0.0348 US $ por kWh para el suministro de electricidad a la red nacional. El consorcio llevará a cabo trabajos de I + D, durante diez años, en palas de aerogeneradores, diseño de generadores, tecnologías de materiales y técnicas de producción, software y cajas de engranajes innovadoras. Las actividades de I + D se llevarán a cabo por cincuenta miembros del personal técnico, formado por un 80% de ingenieros nacionales, con un presupuesto de US $ 5 millones por año.

## Ciencias económicas
La ley de energía renovable incluye incentivos bastante atractivos para las plantas de energía eólica en Turquía.

## Estadística

Capacidad instalada y generación de energía eólica en Turquía

La capacidad instalada era 51 MW en 2006 y  está aumentado al 4,498 MW en 2015. 
| Año  | GWh    | %      |
| ---- | ------ | ------ |
| 1998 | 6      | 0.0050 |
| 1999 | 21     | 0.02   |
| 2000 | 33     | 0.03   |
| 2001 | 62     | 0.05   |
| 2002 | 48     | 0.04   |
| 2003 | 61     | 0.04   |
| 2004 | 58     | 0.04   |
| 2005 | 59     | 0.04   |
| 2006 | 127    | 0.07   |
| 2007 | 355    | 0.19   |
| 2008 | 847    | 0.43   |
| 2009 | 1,495  | 0.77   |
| 2010 | 2,916  | 1.39   |
| 2011 | 4,724  | 2.05   |
| 2012 | 5,861  | 2.42   |
| 2013 | 7,558  | 3.04   |
| 2014 | 8,367  | 3.25   |
| 2015 | 11,652 | 4.39   |
| 2016 | 15,370 | 5.59   |
| 2017 | 17,716 | 6.10   |